# الحمار المغربي
الحمار المغربي أو حمار الأطلس المعروف أيضًا باسم الحمار البربري، هو سلالة من الحمير موطنها الأصلي المملكة المغربية.

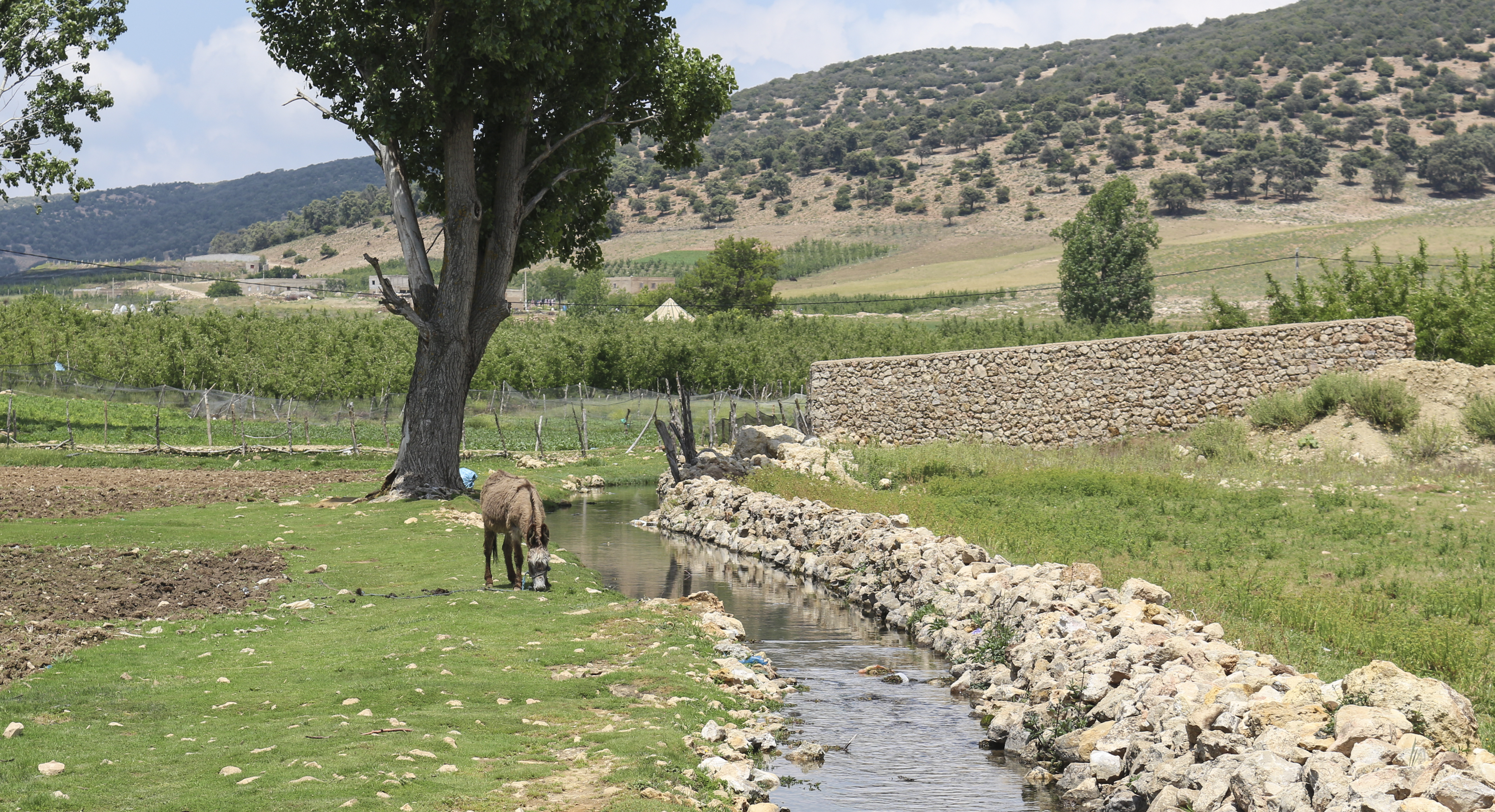
حمار أطلسي قرب واد سيدي ميميون بالأطلس المتوسط

## الوصف
يُصنَّف هذا الحمار ضمن السلالات متوسطة الحجم، إذ يتراوح ارتفاعه عادةً بين 12 إلى 14 شبرًا (أي ما يعادل نحو 120 إلى 140 سنتيمترًا عند الكتف)، ويزن ما بين 600 إلى 800 رطل (أي نحو 270 إلى 360 كيلوغرامًا). يمتاز الحمار المغربي ببنيته القوية والمتينة، وبطبيعته الصبورة والمجدة، مما جعله محل تقدير لدى الساكنة القروية، وتتنوع ألوان هذه السلالة ما بين الرمادي والأسود والبني، مما يعكس تنوعها الوراثي.

## الاستعمال
يُعرف هذا الحمار بتعدد استخداماته، إذ يُستعان به في نقل الأحمال الثقيلة، وحراثة الحقول، فضلًا عن كونه رفيقًا دائمًا للإنسان في البيئات الريفية. وتُعدّ قدرته على التكيف مع تضاريس المغرب المتنوعة، من جبال وأودية وسهول، فضلًا عن مقاومته لمختلف الظروف المناخية، ما جعله يحظى بمكانة متميزة في الأنشطة الزراعية اليومية.

## في الثقافة
يُعدّ الحمار المغربي جزءًا لا يتجزأ من التراث الثقافي المغربي، حيث يُرمز إليه بالقوة والصبر والإخلاص في خدمة الإنسان. وبفضل صفاته الجسدية والسلوكية، يُنظر إليه كرمز من رموز الذاكرة الجماعية للمجتمع المغربي، وركيزة مهمة في الحياة القروية التقليدية.

## معرض الصور

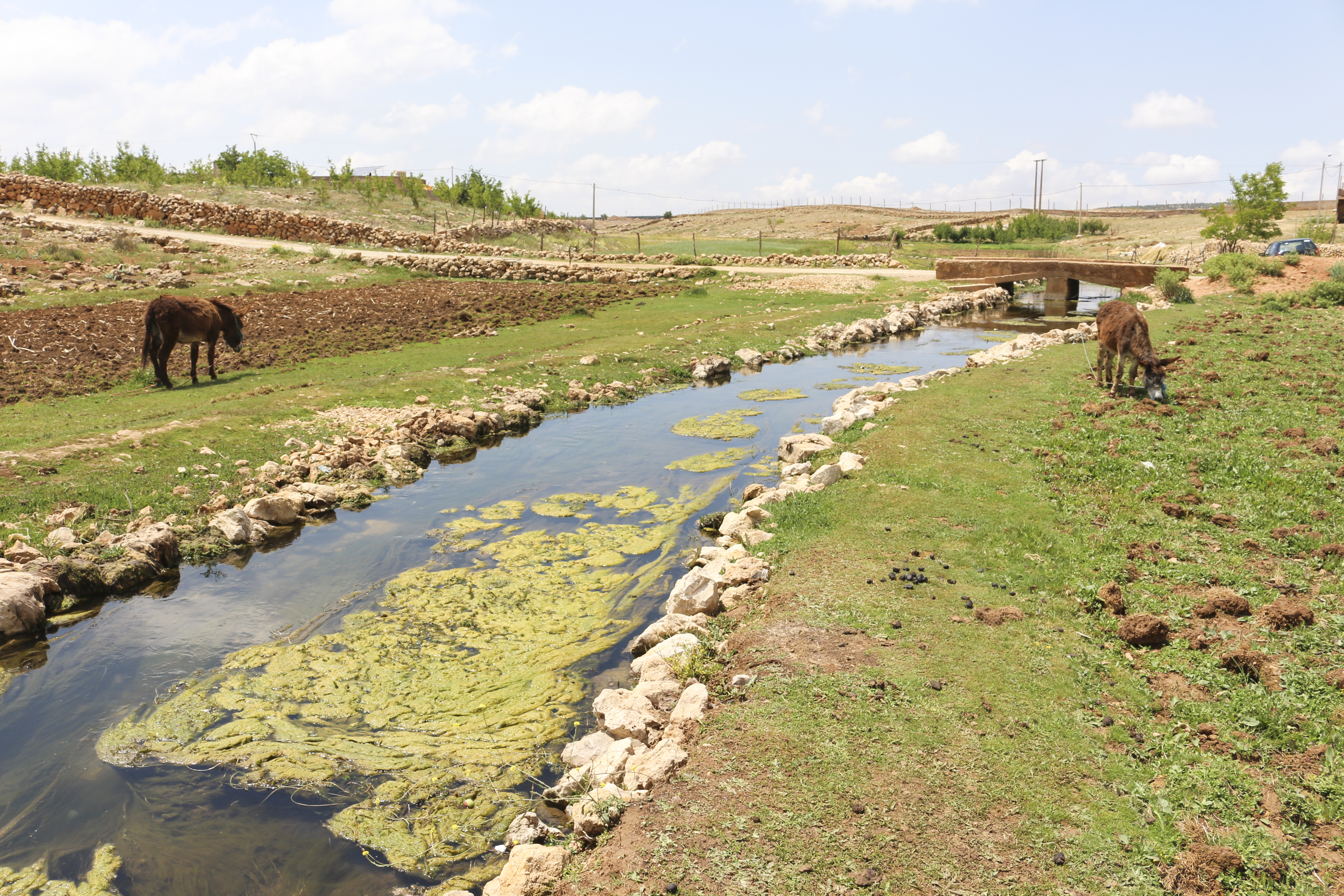
حمير مغربية من واد سيدي ميمون بالأطلس المتوسط
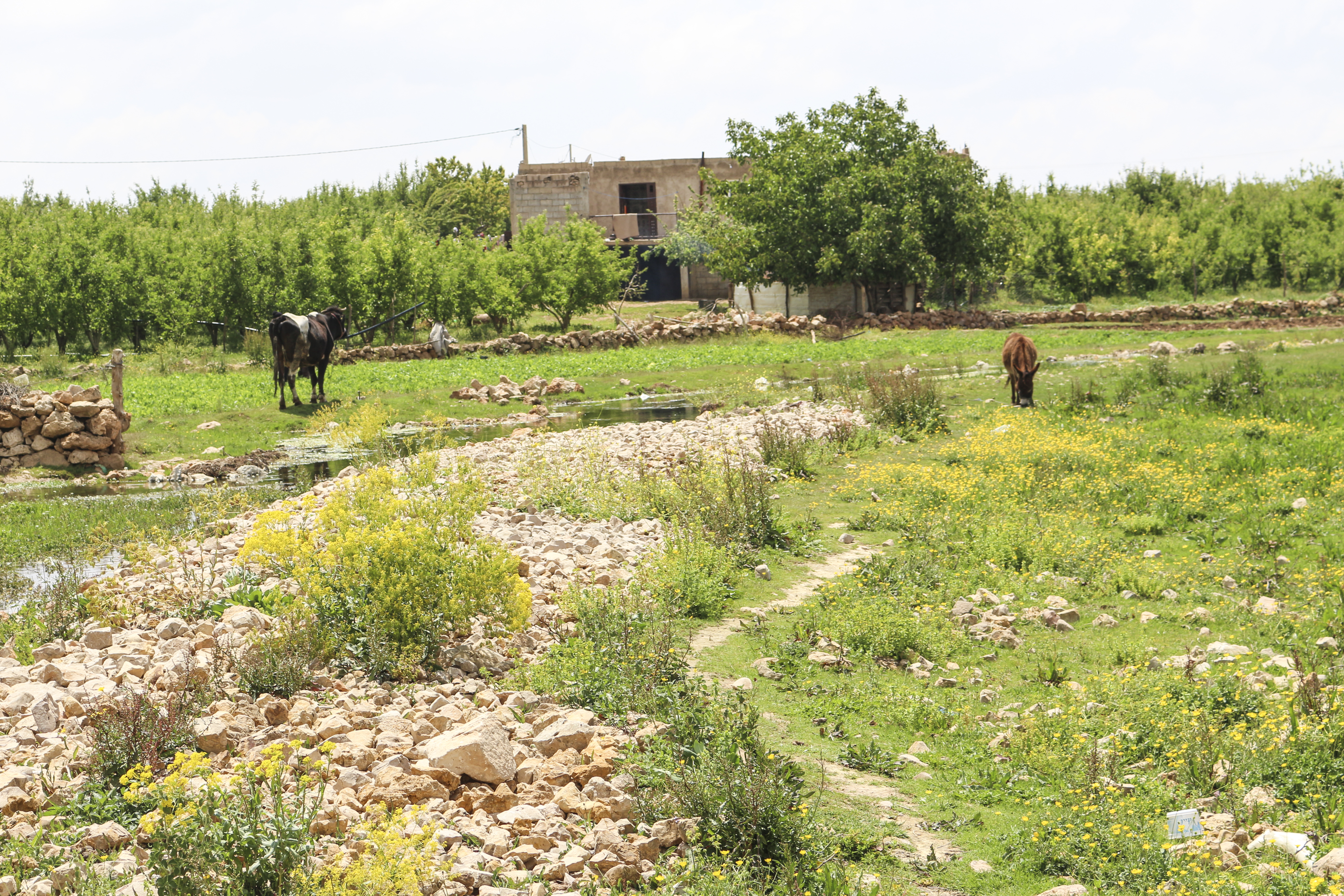
حمار مغربي من واد سيدي ميمون بالأطلس المتوسط